# Isela Costantini
Isela Angêlica Costantini (São Paulo, 12 de agosto de 1971) é uma comunicadora social e empresária brasileira de origem argentina. Foi a CEO da Aerolíneas Argentinas desde janeiro de 2016 até dezembro do mesmo ano.

## Biografia
Constantini nasceu no dia 12 de agosto de 1971, na capital paulista. É filha de pais argentinos, por esta razão passou parte da juventude nesse país. Estudou comunicação social na Universidade Católica do Paraná, em Curitiba e também fez um master of business administration na Universidade Loyola de Chicago, nos Estados Unidos.

## Carreira
Começou em 1998 na área de marketing da General Motors do Brasil. Em 2002 foi transferida para Arlington, no Texas e mais tarde voltou ao Brasil em 2004 para fazer parte da área de marketing da General Motors para América Latina, África e Oriente Médio, onde permaneceu até 2010.
Desde junho de 2010 até fevereiro de 2012, desenvolveu-se como diretora de post-venda e serviços ao cliente na GM Sulamericana. Em fevereiro de 2012, foi escolhida presidente da GM para Argentina, Uruguai e Paraguai. Em 2013 foi escolhida pela revista Fortune, como uma das 50 empresárias mais poderosas do mundo.. Já em 2015 foi escolhida como a melhor CEO da Argentina.

### Aerolíneas Argentinas
Com a chegada de Mauricio Macri à presidência da Nação Argentina, Isela Costantini foi escolhida como CEO da empresa aérea de bandeira, a Aerolíneas Argentinas. Mas não conseguiu excercer o cargo até janeiro de 2016 pelo fato de ela não ser cidadã argentina. Até ela assumir, o cargo for excercido por Manuel Alvarez Trongé. Constani demitiu-se no dia 21 de dezembro de 2016 por motivos pessoais.